# Hjulbergstjärnen
Hjulbergstjärnen är en sjö i Ovanåkers kommun i Hälsingland och ingår i Ljusnans huvudavrinningsområde. Sjön är 5,4 meter djup, har en yta på 0,101 kvadratkilometer och är belägen 430,5 meter över havet.

## Delavrinningsområde
Hjulbergstjärnen ingår i det delavrinningsområde (678632-150651) som SMHI kallar för Mynnar i Mållången. Medelhöjden är 379 meter över havet och ytan är 11,96 kvadratkilometer. Det finns inga avrinningsområden uppströms utan avrinningsområdet är högsta punkten. Vattendraget som avvattnar avrinningsområdet har biflödesordning 4, vilket innebär att vattnet flödar genom totalt 4 vattendrag innan det når havet efter 102 kilometer. Avrinningsområdet består mestadels av skog (86 procent). Avrinningsområdet har 0,2 kvadratkilometer vattenytor vilket ger det en sjöprocent på 1,7 procent.